# Vreesconditionering
Vreesconditionering ((en)  fear conditioning) wil zeggen; het opwekken van vrees door middel van klassiek conditioneren. Hierbij wordt een neutrale voorwaardelijke prikkel (CS: bijvoorbeeld een toon of lichtflits) gevolgd door een aversieve onvoorwaardelijke prikkel (UCS: bijvoorbeeld een elektrische schok).
Na verloop van tijd zal bij weglating van de UCS ook de CS een vreesreactie oproepen. Vreesconditionering is een veelgebruikte methode om emoties te onderzoeken, en kan aangetoond worden in allerlei diersoorten zoals slakken, vruchtvliegen, vogels, hagedissen, vissen, konijnen, ratten, apen en ook de mens. Het mechanisme dat hieraan ten grondslag ligt, blijkt nagenoeg identiek te zijn voor de genoemde organismen. Eenmaal aangeleerd, is de vreesreactie vrij permanent.

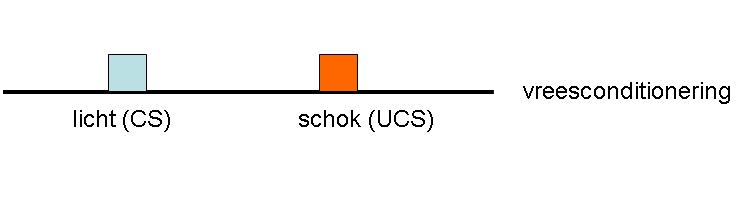
Voorbeeld van vreesconditionering

## Vreesreactie: neurale aspecten
De vreesreactie is een automatische reactie op een bedreigende of schadelijke prikkel, bijvoorbeeld een lichte elektrische schok die aan de voetzool van proefdieren in een laboratorium wordt toegediend. De vreesreactie komt tot uiting in verstarren ('freezing'), verhoging van de hartslag, de bloeddruk en de schrikachtigheid. Zij wordt gestuurd door de nucleus centralis van de amygdala die allerlei gedragsmatige en fysiologische reacties kan ontketenen. Dit gebeurt via projecties van de nucleus centralis naar structuren als de pons, hypothalamus en het tegmentum. Deze structuren zijn betrokken bij primitieve affectieve responsen als de schrikreactie (startle), motorische reacties, respiratie, afweerreacties en 'freezing' (verstarren). Vrees uit zich via de hypothalamus ook in reacties van het autonome zenuwstelsel zoals toename van de hartslag, bloeddruk en huidgeleiding.

## Verwerken van affectieve prikkels: directe en indirecte routes

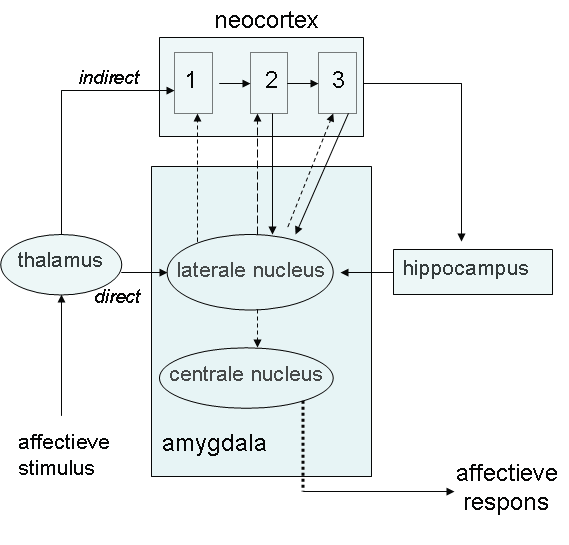
Neuroaffectief model van Le Doux met directe en indirecte circuits naar de amygdala. Neocortex: 1=primair, 2=secundair unimodaal, 3=secundair polymodaal

Vooral de Amerikaan Joseph LeDoux heeft hiernaar veel onderzoek gedaan met ratten als proefdieren. In het model van Le Doux wordt een onderscheid gemaakt tussen twee neuroaffectieve routes, een snelle directe route van de thalamus naar de nucleus lateralis amygdalae, en een langzame indirecte route die loopt van thalamus via hogere schorsgebieden naar de nucleus lateralis amygdalae. Ook geheugenvoorstellingen kunnen via de hippocampus de nucleus lateralis amygdalae bereiken. Beide routes worden gelijktijdig geactiveerd: vaak treedt daardoor een sequentie op van een vroege automatische en latere meer bewuste emotie. De werking van deze routes kan worden geïllustreerd met het volgende voorbeeld. Een wandelaar in de bergen schopt per ongeluk tegen een kronkelig voorwerp. Dit ontketent een snelle en automatische vreesreactie (directe route): het is misschien een ratelslang. Nadere inspectie (indirecte route) leert de wandelaar echter dat het niet een slang was, maar een stuk rubber achtergelaten door kampeerders. De directe route wordt beschouwd als een overblijfsel van een evolutionair primitief systeem dat diersoorten in staat stelt snel op bedreigende stimuli in de omgeving te kunnen reageren.

## Lagere en hogere emoties
Het onderscheid tussen directe en indirecte circuits heeft ook te maken met het niveau van emotionele beleving. In dit verband maakt bijvoorbeeld Damasio onderscheid tussen primaire en secundaire emoties. Lagere of primaire emoties verlopen min of meer reflexmatig. Hierbij zijn vooral structuren als de hypothalamus en amygdala betrokken. Zij kunnen, maar hoeven niet per se gepaard te gaan met 'gevoelens', dat wil zeggen bewuste emotionele belevingen. Bij hogere of secundaire emoties spelen meer complexe circuits een rol. De amygdala sturen hierbij output naar de dichtbijgelegen gyrus cinguli en de ventromediale frontale schors. Vooral deze gebieden mediëren hogere emotionele systemen die geassocieerd zijn met bewuste emotionele belevingen en actiesystemen. Ook is het mogelijk dat de nucleus lateralis amygdalae input ontvangt uit deze hogere gebieden. Zo kunnen ook interne processen als gedachten of herinneringen, bijvoorbeeld van een bepaalde melodie, emoties oproepen, zonder dat er sprake is van directe input via de zintuigen.

## Maskering van affectieve stimuli
Het model van LeDoux is ook toegepast in meer cognitief georiënteerde experimenten waarin proefpersonen gemaskeerde affectieve stimuli krijgen aangeboden. Dit zijn bijvoorbeeld plaatjes van emotionele woorden of voorstellingen, die of zeer kort zichtbaar, of moeilijk herkenbaar zijn. Het blijkt nu dat dergelijke stimuli, hoewel niet bewust ervaren, toch invloed kunnen hebben op ons gedrag. Zo vindt men bijvoorbeeld dat de affectieve beoordeling van een tweede (neutraal) plaatje beïnvloed wordt door de valentie (positief of negatief) van het eerdere plaatje.

## Afzwakken van angstreacties
Aanvankelijk meende men dat angstreacties een permanent karakter hebben. Angstreacties kunnen echter op twee manieren worden afgezwakt, door herhaalde aanbieding van de CS zonder UCS (dit principe heet extinctie of uitdoving) en door het blokkeren van reconsolidatie. Uit recente studies is gebleken dat als in het laboratorium een angstreactie opnieuw wordt geactiveerd (bijvoorbeeld door aanbieding van een CS), het geheugen tijdelijk in een labiele toestand verkeert, waarin neurale verbindingen in de hersenen weer kunnen worden veranderd. Dit proces wordt ook wel reconsolidatie genoemd. Het is daarbij mogelijk gebleken reconsolidatie te blokkeren: dat wil zeggen de angstreactie af te zwakken of zelfs geheel te laten verdwijnen. Om dit laatste te bereiken, worden kort na reactivatie van de angst eenmalig bepaalde farmaca (zoals de bètablokker propranolol) toegediend. De propranolol blokkeert tijdelijk de bèta-adrenerge receptoren in het brein, waardoor de angstreactie niet opnieuw kan worden opgeslagen in het langetermijngeheugen. De herinnering aan de angst blijft bestaan, maar de irreële angstreactie verdwijnt. Zowel in dierstudies met ratten als bij mensen is dit fenomeen aangetoond, onder leiding van hoogleraar klinische psychologie van de Universiteit van Amsterdam, Merel Kindt. Een behandeling op basis ervan (Memrec) wordt door haar aangeboden.